# Teodor Parnicki
Teodor Parnicki (n. 5 martie 1908, Charlottenburg, Berlin - d. 5 decembrie 1988, Varșovia) a fost un scriitor polonez și autor de romane istorice.

## Biografie
Teodor Parnicki s-a născut la 5 martie 1908. Tatăl său a fost polonez, iar mama lui provenea dintr-o familie polonezo-evreiască. Tatăl lui Teodor, Bronisław Parnicki, a studiat la Politehnica din Berlin. După terminarea studiilor, în 1911, familia s-a mutat în Rusia, unde Bronisław a lucrat ca inginer mai mulți ani în Moscova. La puțină vreme după izbucnirea Primului Război Mondial, locuitorii cu cetățenie germană erau obligați să plece din capitală, și familia Parnicki - cu cetățenie germană - a fost nevoită să se mute la Ufa, în estul Rusiei. În 1918, cînd a murit mama lui Teodor, tatăl său s-a recăsătorit cu o rusoaică. Teodor, părăsind familia, a studiat la Corpul de cadeți din Omsk, de unde, apoi, s-a mutat la Vladivostok. De acolo a fugit la Harbin, în Manciuria, unde au avut grijă de el coloniile poloneze locale. La liceul „Henryk Sienkiewicz” a învățat limba polonă. După absolvirea liceului s-a mutat în Polonia și s-a stabilit în Liov, unde a studiat literatura polonă la Universitatea din Liov. În curând a început să predea limba chineză și literatura rusă la universitate.
Primul roman, Trzy minuty po trzeciej, a fost publicat în 1931. Dar doar a patra lucrare, Aecjusz Ostatni Rzymianin (1936), l-a făcut popular în Polonia. Datorită acestui roman a călătorit în Bulgaria, Turcia și Grecia. S-a întors în Polonia la scurt timp de izbucnirea celui de-al Doilea Război Mondial.
Printre cele mai importante opere ale sale se numără:
- Trzy minuty po trzeciej (debut 1931, Liov)
- Hrabia Julian (1934, Liov)
- Opowiadania (1934-1939, Liov)
- Aecjusz, ostatni Rzymianin (1936, Liov)
- Szkice literackie (1933-1939, Liov)
- Srebrne Orły (1943, Ierusalim)
- Koniec Zgody Narodów (1955, Mexic)
- Słowo i ciało (1958, Mexic)
- Twarz Księżyca - Tom 1 (1960, Mexic)
- Nowa Baśń 1 – Robotnicy wezwani o jedenastej (1961, Mexic)
- Twarz Księżyca Tom 2 (1961, Mexic)
- Nowa Baśń 2 – Czas siania czas zbierania (1962, Mexic)
- Tylko Beatrycze (1962, Mexic)
- Nowa Baśń 3 – Labirynt (1963, Mexic)
- I u możnych dziwny (1964, Mexic)
- Nowa Baśń 4 – Gliniane Dzbany (1965, Mexic)
- Koła na piasku (1965, Mexic)
- Śmierć Aecjusza (1966, Mexic)
- Nowa Baśń 5 – Wylęgarnie dziwów (1967, Mexic)
- Twarz Księżyca Tom 3 (1967, Varșovia)
- Zabij Kleopatrę (1968, Varșovia)
- Inne życie Kleopatry (1968, Varșovia)
- Tożsamość (1968, Varșovia)
- Nowa Baśń 6 – Palec Zagrożenia (1970, Varșovia)
- Muza dalekich podróży (1970, Varșovia)
- Staliśmy jak dwa sny (1972, Varșovia)
- Rodowód literacki (1973, Varșovia)
- Przeobrażenie (1973, Varșovia)
- Historia w literaturę przekuwana (1973, Varșovia)
- Sam wyjdę bezbronny (1975, Varșovia)
- Sekret trzeciego Izajasza (1980, Varșovia)
- Dary z Kordoby (1981, Varșovia)
- Rozdwojony w sobie (1981, Varșovia)
- Kordoba z darów (1986, Varșovia)
- Opowieść o trzech Metysach (1994, Varșovia)
- Ostatnia powieść (2003, Varșovia)
- Dzienniki z lat osiemdziesiątych (2008, Cracovia)